# ギナ・ファルケンベルク
ギナ・ファルケンベルク（Gina Falckenberg、1907年9月14日 - 1996年2月12日）は、ドイツの女優。

## 出演作品
- 女の獄舎
- ボッカチオ
- ジプシー男爵
- 恋の日曜日